# AVDH
Az AVDH (Azonosításra Visszavezetett Dokumentum-Hitelesítés) egy, a Magyar Állam által bevezetett és elismert dokumentum-hitelesítési szolgáltatás volt. A szolgáltatás a 2023. évi CIII. törvény 119. § (2) alapján 2025. január 1-től megszűnt.

## A szolgáltatás használata magánszemélyként
A szolgáltatás magánszemélyek számára ingyenes és felhasználóbarát módon volt biztosított.

### Dokumentum hitelesítés
Olyan magánszemélyek, akik rendelkeznek Ügyfélkapu regisztrációval, az alábbi lépéseket követve hitelesíthetnek PDF-formátumú dokumentumokat az AVDH szolgáltatással:
1. avdh.hu oldal megnyitása
2. Bejelentkezés Ügyfélkapu hozzáféréssel (amennyiben szükséges)
3. Dokumentum feltöltése, ÁSZF elfogadása
4. Bejelentkezés Ügyfélkapu hozzáféréssel (függetlenül attól, hogy a SZÜF Portálon be vagyunk-e jelentkezve)
5. Tanúsítvánnyal ellátott dokumentum letöltése, vagy letöltésre mutató link elküldése emailben

### Hitelesség ellenőrzése
Az AVDH segítségével hitelesített PDF dokumentumok az eredeti tartalmukon kívül tartalmazzák az alábbiakat:
- Egy kriptográfiai időbélyegző, ami tartalmazza a hitelesítés időpontját
- A NISZ kriptográfiai aláírását, amely alapján ellenőrizhető, hogy a dokumentum valóban az AVDH rendszerével került kiállításra
- Egy csatolmányt, amely egy PDF formátumú igazolás arról, hogy a KAÜ segítségével megállapításra került, hogy a dokumentum az adott állampolgártól származik, továbbá felsorolja az adott állampolgár adatait (teljes név, születési név, hely és dátum, anyja neve)
- A PDF formátumú igazolás tartalmaz egy csatolmányt, amely hasonló adatokat tartalmaz XML formátumban

## Hitelesség ellenőrzése manuálisan
A dokumentum elemei speciális PDF olvasó programokkal (pl. Adobe Acrobat Reader, Okular) megtekinthetőek és ellenőrizhetőek.

### Hitelesség ellenőrzése kormányzati szolgáltatás segítségével
A https://magyarorszag.hu/keaesz oldalon elérhető olyan alkalmazás, amellyel az aláírás(ok) hitelessége, a dokumentum érvényessége (azaz, hogy a hitelesítés óta nem történt változtatása) ellenőrizhető. Az ellenőrzés eredményéről készült jelentés PDF dokumentumba letölthető és ügyvitel vagy eljárás során igazoló bizonylatként felhasználható. Megj.: Korábban ezen az oldalon egy webes felület volt elérhető, ahol bárki könnyedén ellenőrizhette egy dokumentum hitelességét.

### Korlátok
- Az AVDH a legtöbb esetben nem minősül elektronikus aláírásnak, csak a dokumentumok hitelességét tanúsítja. Azonban fontos szempont, hogy a polgári perrendtartásról szóló 2016. évi CXXX. törvény (Pp.) 325. § (1) bekezdés g) pontja alapján az AVDH-val hitelesített irat, dokumentum teljes bizonyító erejű magánokiratnak minősül. Ezáltal polgári peres és közigazgatási peres eljárásokban az AVDH hitelesítéssel ellátott irat, beadvány jogilag értékelhető dokumentum, amely ellenkező bizonyításig [Pp. 325. § (5) bekezdésre figyelemmel] azonos értékű a kiállító saját kezű aláírásával ellátott hagyományos papír alapú dokumentummal.
- Az AVDH nem alkalmas cégképviseletre.[5]
- Az AVDH szolgáltatással egy PDF-dokumentumhoz csak egy aláírás csatolható. Amennyiben többes (egynél több) hitelesítő aláírásra van szükség, akkor az AVDH rendszer ASIC hitelesítési módját kell választani. A rendszer 5 aláírót tud kezelni, és az aláírásokat egymást követően lehet felvinni a dokumentumra. Az ebben a módban generált .asice kiterjesztésű fájl (pl.) az e-Szignó szoftverrel megtekinthető és kezelhető, hagyományos PDF Reader-rel nem.
- Pénzügyi kötelezettségvállalásal kapcsolatban kiállított AVDH hitelesítésű dokumentum legfeljebb 50 millió forint összeghatárig terjedhet.